# Публий Кассий Секунд
Публий Кассий Секунд (лат. Publius Cassius Secundus) — римский политический деятель первой половины II века.
Родиной Секунда, по всей видимости, был иллирийский город Эмона. Он происходил из всаднического рода из Клавдиевой трибы. Приблизительно в 135—138 годах Секунд возглавлял провинцию Нумидия в качестве легата пропретора. В 138 году он занимал должность консула-суффекта вместе с Марком Нонием Муцианом Публием Дельфием Перегрином. После этого Секунд был наместником Каппадокии. О дальнейшей его биографии нет никаких сведений.